# Грознефть
Грозненское производственное объединение «Грознефть» — существовавшее в советское время объединение по разведке и разработке нефтяных и газовых месторождений Северного Кавказа. На момент начала 1990-х годов в состав Грознефти входило 19 нефтяных месторождений, а также нефтегазодобывающие управления, управления буровых работ и т.д. ПО «Грознефть» являлось основной нефтегазодобывающей организацией Чечено-Ингушской АССР и всего Северного Кавказа. 
В период первой и второй чеченской войны ПО «Грознефть» подверглось разорению и прекратило своё существование. С 2000 года на базе Грознефти стало функционировать АО «Грознефтегаз», являющееся дочерней компанией «Роснефти».

## История

### Национализация и восстановление
28 апреля 1920 года грозненская нефтяная промышленность была национализирована. На её базе было основано «Грозненское центральное нефтеуправление». Для восстановления промышленности была создана VIII Кавказская трудовая армия.
Мощность построенных до 1917 года нефтеперерабатывающих заводов составляла 1,2 млн тонн в год. Методы добычи и переработки были примитивными. Для нужд индустриализации было необходимо заново создавать нефтяную промышленность. Было создано центральное нефтяное управление (ЦНУ) во главе с Иосифом Косиором. В ЦНУ был создан отдел для подготовки инженерно-технических кадров и квалифицированных рабочих. Этот отдел через два месяца стал нефтяным техникумом по подготовке дипломированных специалистов для нефтяной промышленности, директором которого стал Леонид Владимирович Курской. 1 августа 1920 года в техникуме начался первый учебный год. Летом того же года была создана центральная заводская лаборатория Грознефти, которую возглавил Иван Осипович Лучинский.
Летом 1922 года трудовая армия была расформирована, а входившие в её состав технические работники и квалифицированные рабочие включены в штаты Грознефти. К концу 1923 года восстановительные работы были завершены.
В Москве в 1920—1930-е годах на улице Мясницкой в здании «Нефтесиндиката» располагалось главное управление Грознефти.

### Период индустриализации

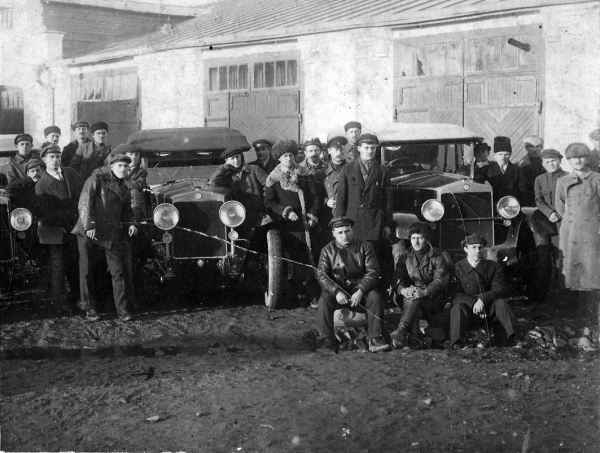
Гараж предприятия «Грознефть». 1925 год.

В 1923 году была пробурена первая в Грознефти роторная скважина. В 1924 году впервые в СССР из нефтяного газа был получен газолин в промышленных масштабах. В сутки производилось более 10 тонн газолина.
В 1923 году были начаты пассажирские перевозки по узкоколейной железной дороге соединявшей Грозный со станцией Новые промыслы. К 1928 году протяжённость дороги достигла 19,2 км. За 1927 год было перевезено 1,37 млн пассажиров.
В 1925 году была создана проектная контора, занимавшаяся разработкой проектов строительства и реконструкции заводов Грознефти. Впоследствии контора была преобразована в самостоятельный проектный институт «Грознефтепроект» (позднее переименованный в «Грозгипронефтехим»). В дальнейшем по проектам этой организации были построены десятки нефтеперерабатывающих заводов в СССР и за рубежом (в Болгарии, Венгрии, Китае и других странах).
В 1926 году нефтяная промышленность была восстановлена, было обновлено морально устаревшее оборудование промыслов и заводов и превзошли довоенные уровни добычи и переработки нефти.
В 1927 году был создан первый в СССР парафиновый завод, производивший 6,5 тысяч тонн продукции в год.
В 1928 году Центральная лаборатория Грознефти была преобразована в первый в регионе отраслевой научно-исследовательский институт «ГрозНИИ имени Косиора». В 1965 году промысловая часть института была выделена в самостоятельный институт «СевКавНИПИнефть».
В 1926—1928 годах грозненские заводы вырабатывали 80 % всесоюзного производства бензина и керосина. 38 % нефтяного экспорта страны производилось из Грозного.
В Грозном были построены первые в СССР:
- Газолиновый завод — 1924 год;
- Парафиновый завод — 1927;
- Установка термического крекинга «Виккерс» — 1929;
- Установка термического крекинга «Нефтепроект» — 1936;
- Промышленная установка по производству алкилбензина — 1942;
- Установка каталитического крекинга с подвижным шариковым катализатором — 1946;
- Установка контактного коксования— 1954;
- Установка по производству адсорбентов-цеолитов — 1960;
- Установка по производству полиэтилена низкого давления — 1962;
- Установка по производству пищевого парафина — 1971;

и другие установки.
В 1928 году впервые в истории Грознефти был применён турбобур. В 1929 году впервые в СССР начала применяться электрическая нефтеразведка. Для повышения нефтеотдачи разрабатывались и использовались самые различные способы воздействия на пласт: закачка воды и газа, паротепловое и газотермохимическое воздействие, карбамидное и щелочное заводнение, влажное внутрипластовое горение и другие. В результате применения этих методов нефтеизвлечение удалось повысить с 0,18 до 0,69.
В 1928 году начал функционировать нефтепровод Грозный — Туапсе длиной 618 км. Диаметр его трубы составлял 254 мм, а производительность — 2 млн тонн в год. Нефтепровод дал выход грозненской нефти к Чёрному морю. В 1936 году вступил в строй нефтепровод Махачкала — Грозный протяжённостью 155 км, диаметром 305 мм и пропускной способностью 1,5 млн тонн в год. Он предназначался для перекачки бакинской нефти. В 1955 году началась эксплуатация первого в СССР нефтепровода с подогревом для перекачки вязкой нефти Озек-Суат — Грозный длиной 144 км. На базе этих и других нефте- и продуктопроводов было создано Управление Северо-Кавказскими магистральными нефтепроводами. К началу 1991 года оно эксплуатировало 2 тыс. км нефтепроводов.
В 1931 году доля Грознефти во всесоюзной добыче нефти составляла 36,1 %, а по бензину 73 %. В этом году Грознефть была награждена орденом Ленина. Также были награждены 35 передовиков производства.
В конце 1932 года почти все заводские и промысловые машины были переведены с парового привода на электрический, вместо ударного бурения было внедрено вращательное, вместо тартальной добычи внедрена насосная, вместо деревянных буровых вышек ставились металлические, стали внедряться шарошечные долота и буровые растворы.
Осваивались новые месторождения: Малгобекское (1933), Ачи-Су (1935), Избербашское (1936), Бори-Су и Ойсунгур (1939), Ташкалинское (1945), Правобережное (1948), Ачикулак и Озек-Суат (1953) и другие.
В 1935 году было произведено первое в СССР бурение двух скважин из одной точки. Две скважины были пробурены без перетаскивания вышки и оборудования за счёт перемещения и изменения наклона ротора. В 1939 году была пробурена первая в мире направленно-искривлённая скважина.

### Великая Отечественная война
В связи со сложившейся ситуацией в 1941—1942 годах дважды была демонтирована вся материально-техническая база организации. Первый демонтаж производился с 3 ноября по 12 декабря 1941 года. 13 декабря 1941 года начался восстановительный монтаж. В августе 1942 года, когда фашистские войска приблизились к Малгобеку, вновь производились широкомасштабные демонтаж и эвакуация оборудования. Летом 1942 года часть нефтепромыслов оказалось на оккупированной территории. Из строя было выведено 2328 скважин. Однако за период оккупации немцам не удалось добыть ни одного грамма нефти. Когда фашисты попытались прорваться к Грозному пожарники залили нефтью 28 км противотанковых рвов, пропитали ею 9 км соломенного вала, залили нефтью танкоопасные направления площадью 1 млн м² и закачали 7 тысяч м³ воды в противотанковые рвы.
Свёртывание работы Грознефти нанесло ей большой ущерб. Было ликвидировано 89 % бурящихся и 88 % эксплуатируемых скважин. Было эвакуировано 4200 вагонов с оборудованием и материалами, главным образом в Фергану. В августе 1942 года институт «Грознефтепроект» был переведён в Башкирию и влит в институт «Башнефтепроект». До этого были эвакуированы:
- завод № 85 — в Уфу;
- масло-абсорбционный газолиновый завод № 1 Грознефтекомбината — в Ишимбай;
- контора бурения «Старогрознефти» — в Туймазы;
- авторемонтные мастерские Грознефтекомбината — в Стерлитамак;
- завод «Красный молот» — в Благовещенск;
- Грозненский нефтяной институт — в Коканд.

Памятник пожарным, погибшим при тушении пожаров от налётов фашистской авиации на Грозный.

В период с 10 по 13 октября 1942 года Грозный подвергся массированным налётам вражеской авиации. В результате были разрушены сотни скважин, керосинопровод Грозный — Трудовая, резервуары, мастерские, дороги, другая инфраструктура. Это привело к снижению среднесуточной добычи нефти с 9500 тонн в августе 1941 года до 80 тонн в начале ноября 1942. В условиях острого дефицита материальных и человеческих ресурсов в ноябре 1942 года были восстановлены 24 скважины с дебитом 221 тонна в сутки. В феврале 1943 года была возобновлена эксплуатация нефтепромыслов трестов «Малгобекнефть» и «Горскнефть», восстановлено ремонтно-механическое и энергетическое хозяйство.
20 апреля 1943 года Государственный комитет обороны СССР принял постановление «О мероприятиях по частичному восстановлению грозненской нефтяной промышленности». Однако острая нехватка квалифицированных кадров, материалов и оборудования мешала полноценному восстановлению добычи и переработки.

### Послевоенный период
В 1948 году вступил в строй Центральный ремонтно-механический завод. В 1951—1953 годах по технологии бурения наклонных скважин были построены три скважины, ствол которых имел наклон 45°. В 1963 году было завершено бурение рекордной для СССР разведочной скважины на глубину 5500 м. В 1969 году в посёлке Долинском начал работу Грозненский газоперерабатывающий завод. В 1977 году была пробурена сверхглубокая скважина глубиной 7500 м.
В 1978 году была введена в эксплуатацию компрессорная станция по закачке газа в пласт для повышения нефтеотдачи производительностью 800 тысяч м³ в сутки. В 1979 году была запущена крупнейшая в стране установка прямой перегонки нефти ЭЛОУ-АВТ-6. В 1980 году Грозненский нефтеперерабатывающий завод им. Ленина переработал около 18 млн тонн, что удовлетворяло потребности южных районов СССР в основных видах нефтепродуктов. В 1971 году был достигнут максимальный уровень нефтедобычи в 21,6 млн тонн. Спад в добыче нефти, начавшийся после 1973 года, стабилизировался в 1990 году на уровне 4,2 млн тонн. Снижение добычи объясняется естественным истощением запасов и снижением пластовой энергии из-за нерационального её расходования на ранней стадии разработки.
В 1982 году был достигнут максимум переработки нефти 20,3 млн тонн. Объединение «Грознефтеоргсинтез» производило около 50 видов топлив, масел, парафинов и других продуктов переработки нефти.

### Позднесоветский период
В состав объединения входило 6 нефтегоазодобывающих управлений, 6 управлений буровых работ, научно-исследовательский и проектный институт «СевКавНИПИНефть». Всего в объединение входило 39 предприятий и производственных единиц.
В советское время в разработке находилось 19 нефтяных и одно газоконденсатное месторождение, расположенные в 12 районах Чечено-Ингушетии, Кабардино-Балкарии и Северной Осетии. Нефть добывалась из миоценовых песчаников, мезозойских трещинных известняков и трещинно-поровых алевролитов. Кроме того, вахтово-экспедиционным методом производилось бурение в Грузинской и Армянской ССР.
Объединение эксплуатировало 1720 нефтяных и нагнетающих скважин. В год производилось 50 тысяч метров эксплуатационного бурения и 85 тысяч разведочного. Добыча с комплексно-автоматизированных промыслов составляла 88 % общего количества. К 1984 году объединением было добыто 420 млн тонн нефти (включая конденсат). Фонтанным способом добывалось до 94 % нефти.

### Постсоветский период
После распада СССР началось быстрое падение добычи нефти. Основными факторами снижения явилось сокращение разведки новых месторождений, а также истощение запасов нефти и газа в старых скважинах. В итоге нефть стали добывать только из фонтанирующих скважин. 
С началом боевых действий 1994 года произошёл фактический распад структуры «Грознефти», поскольку находящиеся в её составе нефтеперерабатывающие заводы и другие важные предприятия были частично выведены из строя и расхищались на металлолом. В результате боевых действий многие скважины, находившиеся в составе «Грознефти», стали контролироваться частными лицами или вооруженными формированиями. Также из-за взрывов на некоторых скважинах не прекращались пожары и фонтанирование нефти.
К 1998 году нефтедобыча в Чечне сократилась до 849 тыс. тонн нефти. Несмотря на нестабильную подачу электроэнергии, финансовые трудности, нехватку материально-технической базы ПО «Грознефть» продолжало свою деятельность. В ведении объединения в 1998 году оставалось всего четыре скважины эксплуатационного бурения (в месторождениях Северные Брагуны, Старогрозненское и Гойт-Корт) и две скважины для разведочного бурения (в месторождениях Северные Брагуны и Мескеты).
В 1999 году «Грознефть» полностью прекратило разведочное бурение. На оставшихся скважинах происходило разграбление оборудования. 
После окончания Второй чеченской войны производственное объединение «Грознефть» фактически прекратило своё существование. Постановлением Правительства России от 04.11.2000 г. № 844 «О первоочередных мерах по восстановлению нефтегазового комплекса в Чеченской Республике» было создано АО «Грознефтегаз». Месторождения и трубопроводы, ранее относившиеся к «Грознефти», перешли в хозяйственное ведение «Грознефтегаза».  

## Интересные факты

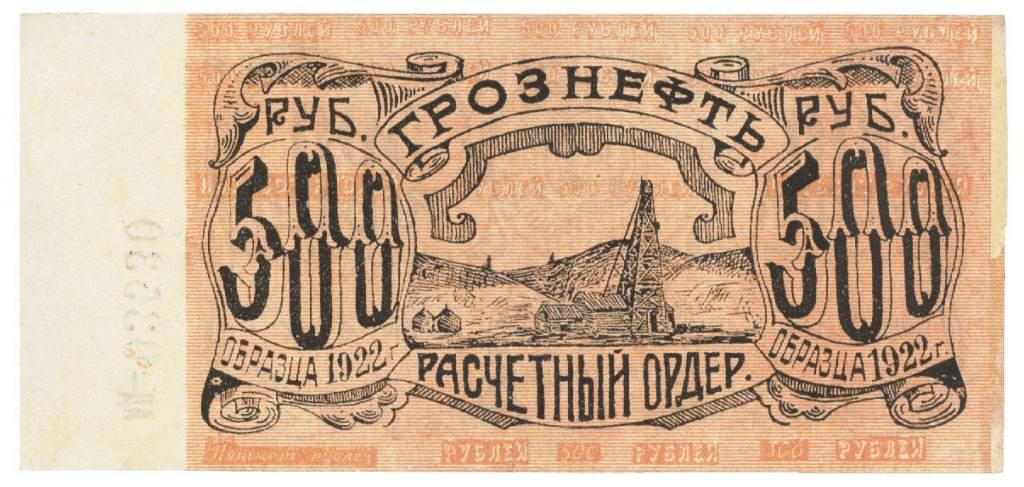
Расчётный ордер в 500 рублей «Грознефть». 1922 год.

В начале 1920-х годов Грозненское центральное нефтеуправление выпускало собственные деньги. В этот период экономика страны была разрушена и собственные деньги выпускали и другие субъекты, например, Северо-Кавказский эмират. Но среди прочих местных валют деньги Грознефти считались самыми надёжными, так как имели товарный эквивалент.

## Награды
- 1931 год — Орден Ленина[6][4].
- 4 мая 1985 года — Орден Отечественной войны[4].